# Cecil Spring Rice
Sir Cecil Arthur Spring Rice (Londra, 27 febbraio 1859 – Ottawa, 14 febbraio 1918) è stato un diplomatico britannico.

## Biografia
Era il figlio del diplomatico Charles Spring Rice, e di sua moglie, Elizabeth Margaret Marshall. Suo padre era il figlio di Thomas Rice, I barone Monteagle. Il nonno materno di Rice era il politico, William Marshall, ed era un cugino di Frederick Spring. Era il pronipote di Edmund Pery, I conte di Limerick e John Marshall. Il padre morì quando lui aveva undici anni, e andò a vivere nella casa di famiglia di sua madre a Watermillock. Era spesso malato in quanto soffriva della malattia di Graves. 
Studiò all'Eton e al Balliol College di Oxford, sotto la direzione di Benjamin Jowett. Era un amico e vicino di George Curzon, John Strachey e Edward Grey. Dopo aver completato l'università, Rice si recò in Europa, dove ha migliorato il suo francese, al momento la lingua della diplomazia. Incerto su quale carriera da perseguire, fece un esame per il Foreign Office e venne accettato. Anche se nacque a Londra e crebbe come un inglese, Rice ha mantenuto una stretta affinità con l'Irlanda, tant'è che ha in seguito scritto una poesia sulla sua duplice nazionalità.

## Carriera
Rice ha iniziato la sua carriera come impiegato del Ministero degli Esteri nel 1882. Nel 1886, è stato nominato Assistente Segretario privato del ministro degli esteri, il liberale Lord Rosebery. Rice era noto per essere un sostenitore del Partito Liberale ed era in sintonia con l'Irish Home Rule movement. 
Nel 1890, è stato inviato in Estremo Oriente. Spring Rice è stato determinante nel porre le basi della alleanza anglo-giapponese. Nel novembre 1901 era stato promosso al rango di segretario d'ambasciata. In seguito ha servito in Persia (1906) e Svezia (1908) prima della sua nomina come ambasciatore per il Stati Uniti nel 1912. Dopo due anni scoppiò la prima guerra mondiale in Europa e la sua principale preoccupazione è dato di porre fine alla neutralità americana. Questo è stato ottenuto con l'ingresso degli Stati Uniti nel conflitto nel 1917. 
Era molto rispettato negli ambienti diplomatici di Londra. Inoltre, "è stato uno dei più ardenti e leali ammiratori di Theodore Roosevelt" tanto che fu suo testimone di nozze. Roosevelt divenne il padrino del figlio di Rice nel 1908. Entro la fine del suo incarico, Rice aveva guadagnato l'inimicizia del suo governo dopo essere diventato paranoico - vedeva spie tedesche ovunque - e anche a causa del suo immenso avversione per tutti i visitatori britannici a Washington che non erano sotto il controllo della sua ambasciata.

## Matrimonio
Sposò, il 1 giugno 1904, Florence Caroline Lascelles (?-9 dicembre 1961), figlia di Frank Lascelles. Ebbero due figli:
- Mary Elizabeth Spring Rice (1 maggio 1906-1994), sposò Sir Oswald Raynor Arthur, ebbero due figli;
- Anthony Theodore Brandon Spring Rice (15 settembre 1908-23 luglio 1954).

## Morte
Morì il 14 febbraio 1918 a Ottawa. Fu sepolto al cimitero di Beechwood. Nel suo testamento ha lasciato dei soldi per la fondazione del Cecil Spring Rice Memorial Fund presso il Balliol College, che finanzia l'apprendimento delle lingue da parte degli studenti che intendono aderire al servizio diplomatico. 

## Opere
Rice fu un poeta per tutta la sua vita. Era un amico di Sir Ignatius Valentine Chirol, giornalista e diplomatico britannico, e Ronald Ferguson, I visconte Novar. Come oratore fluente di persiano, Rice era responsabile per la traduzione di numerose poesie persiane in inglese. Lettere e poesie di Rice sono stati raccolte da sua figlia e molte delle quali ora tenuti nel The National Archives. Altri documenti, in relazione ai suoi messaggi diplomatici, e diari dei suoi viaggi in Giappone, sono detenuti nel Churchill Archives Centre.